# Santa Maria Manuela

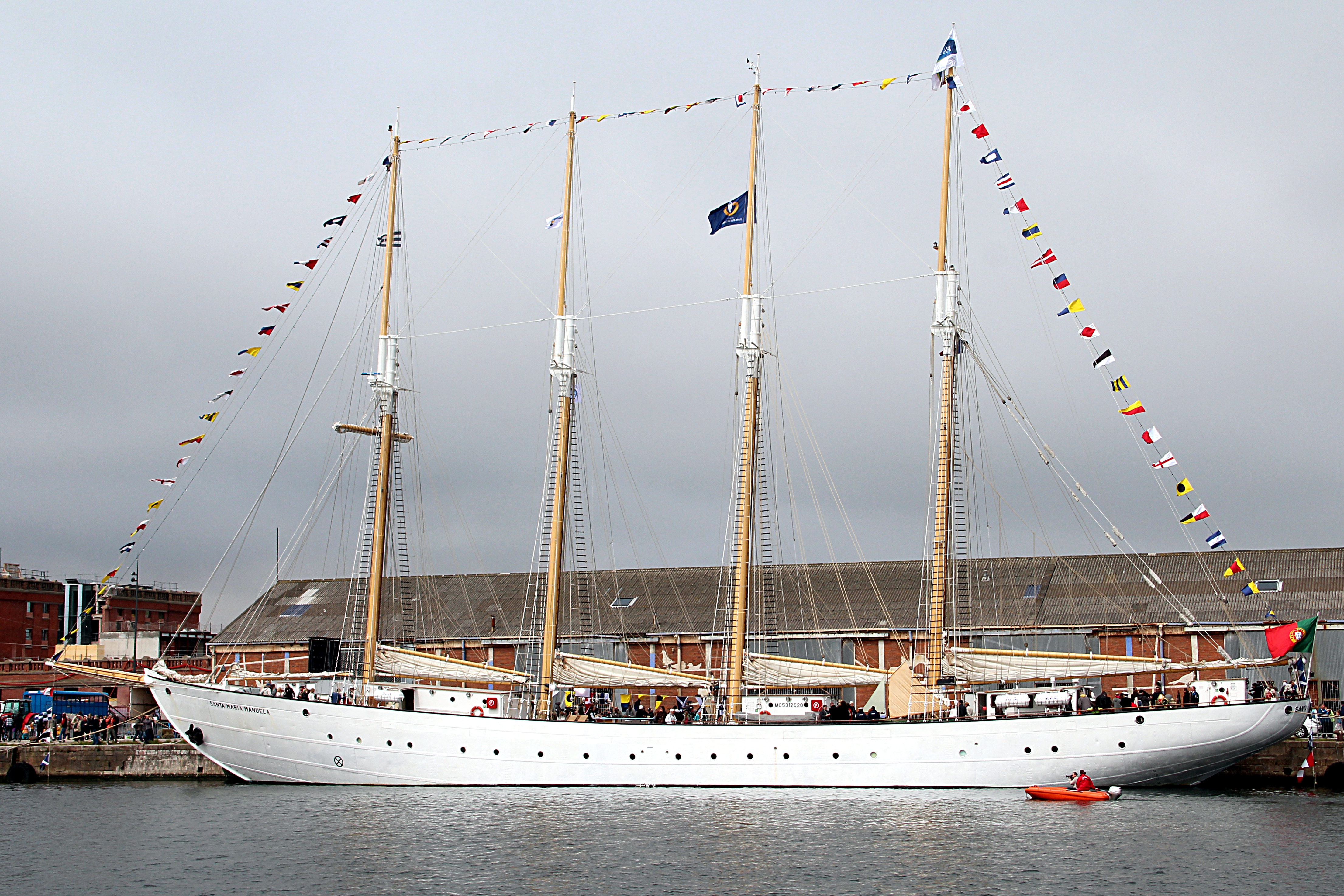
Veleiro "Santa Maria Manuela".

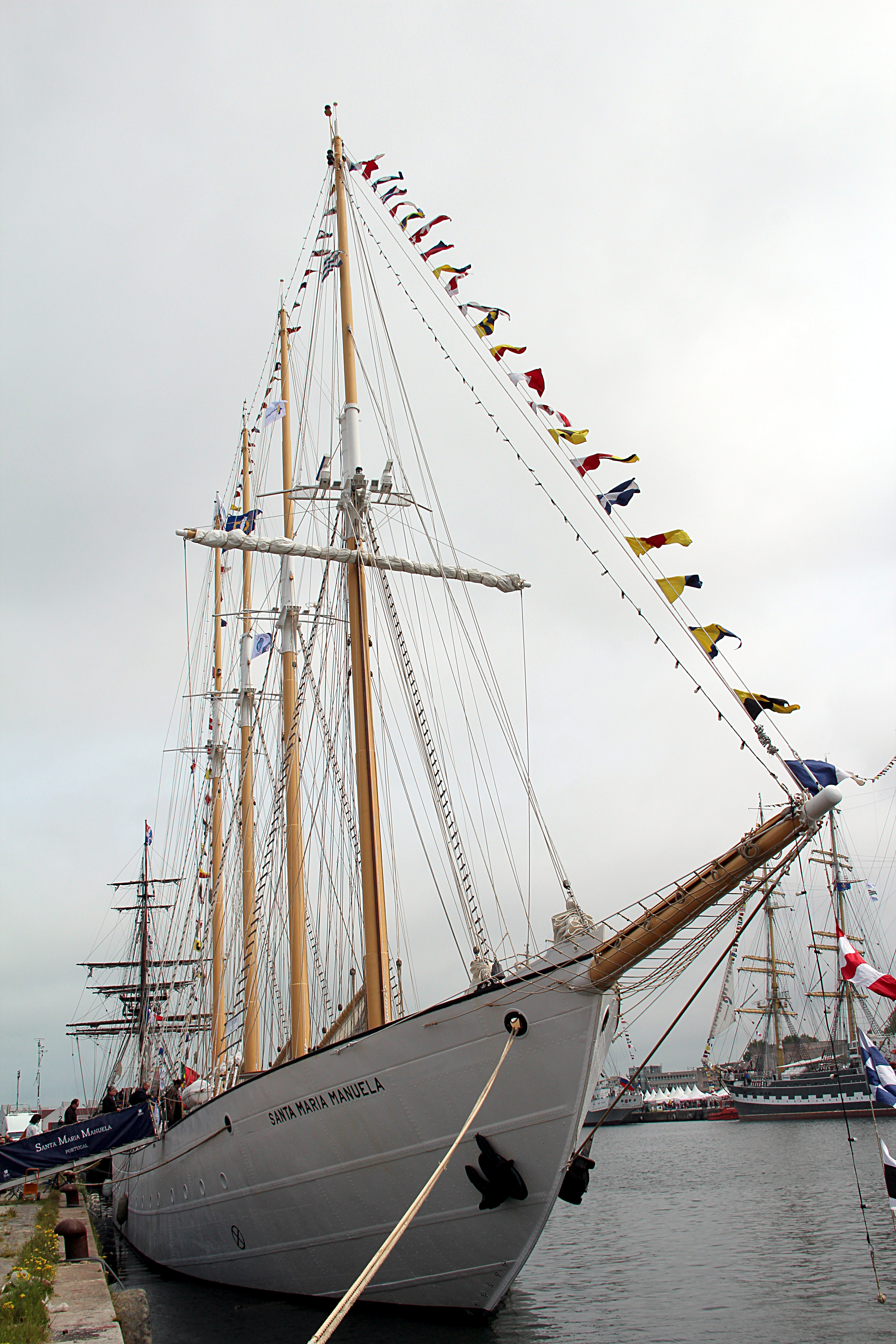
Veleiro "Santa Maria Manuela".

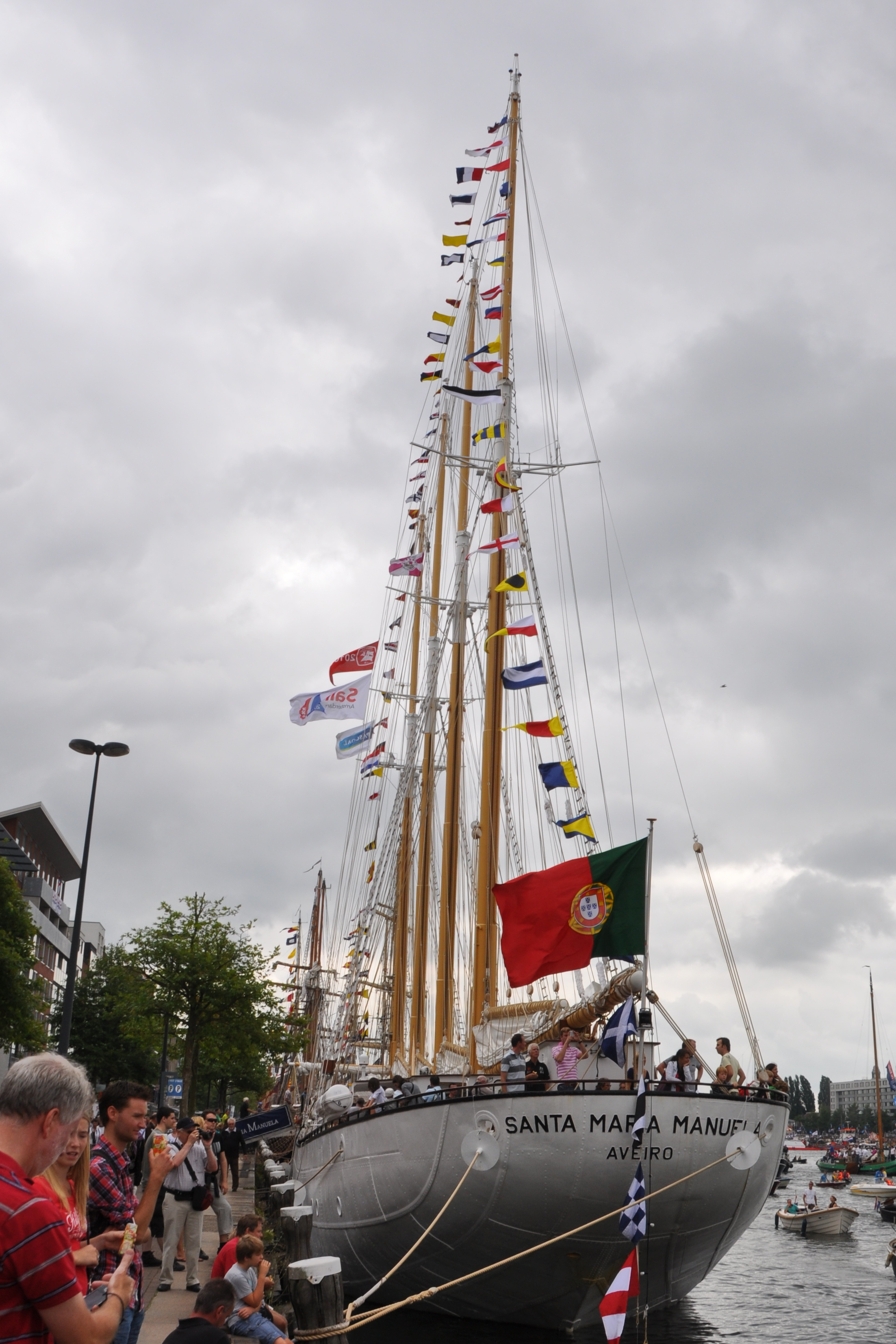
"Santa Maria Manuela".

O Santa Maria Manuela é um veleiro português. Juntamente com outros três lugres ex-bacalhoeiros - o "Creoula", o "Argus" e o "Gazela" - é um dos últimos sobreviventes da chamada "Frota Branca" Portuguesa.

## História
Foi construído, juntamente com a embarcação-gémea, o "Creoula", nos estaleiros da CUF em Lisboa, por iniciativa de Vasco Albuquerque d'Orey, que o batizou com o nome de sua esposa, Maria Manuela de Sampaio d' Orey (* 5,12.1900, + 6,11.1987)
. Foi utilizado pela Empresa de Pesca de Viana entre 1937 e 1963 nas campanhas de pesca do bacalhau ao largo  da Terra Nova Neste último ano foi vendida para a Empresa de Pesca Ribau, de Aveiro, mantendo-se na mesma função.
Ao final da década de 1960 sofreu extensa reforma, visando adaptá-la às inovações tecnológicas introduzidas na pesca do bacalhau.
Em 1993 foi considerado obsoleto e abatido por demolição. Apenas o casco foi preservado e, em 1994, um grupo de 17 instituições públicas e privadas criou a "Fundação Santa Maria Manuela" com o intuito de promover a recuperação da antiga embarcação. Por diversas razões esses objetivos não foram alcançados e, após 12 anos o projeto encontrava-se num impasse.
Em 2007, por acordo unânime dos membros da Fundação, a empresa "Pascoal & Filhos, S.A." tornou-se proprietária do casco, comprometendo-se a assumir o projeto numa base de sustentabilidade económico-financeira. Desse modo, o casco foi transportado para o estaleiro Navalria, na Gafanha da Nazaré, onde se procedeu à fase inicial da recuperação.
No fim do ano seguinte, em 29 de dezembro de 2008, o casco foi rebocado para o estaleiro "Factoría Naval Marín", na Galiza, para instalação de equipamentos, sistemas e acabamento, tendo regressado a Aveiro a 1 de maio de 2010.
Atualmente é utilizado em atividades de turismo cultural de vocação marítima.

## Características
É um lugre de quatro mastros, destinado originalmente à navegação nos mares gelados da Terra Nova e da Gronelândia. Por essa razão, as obras-vivas à vante, nomeadamente a roda de proa, tiveram construção reforçada. Todo o interior do navio era revestido a madeira de boa qualidade, e o porão calafetado para evitar o contacto da salmoura com o ferro. Atualmente as suas características são:
- Comprimento fora-a-fora (com gurupés): 68,64 metros
- Comprimento do casco: 62,64 metros
- Comprimento (entre perpendiculares): 52,68 metros
- Boca: 9,90 metros
- Pontal: 5,94 metros
- Calado: 4,51 metros
- Área vélica base: 1.130 m2
- Propulsão mecânica: 746 kW
- Tripulação (máxima): 22
- Participantes (máximo): 50
- Camarotes para participantes: 2 Pax: 12; 4 Pax: 5; 6 Pax: 1